# Serfaus
Serfaus is een gemeente in het district Landeck in de Oostenrijkse deelstaat Tirol.
Het dorp ligt ongeveer vijfhonderd meter boven het Oberinntal op een terras aan de voet van de Samnaungroep. Onder de gemeente Serfaus vallen naast de gelijknamige hoofdkern de kernen Kölner Haus, Komperdell, Komperdell Observatorium, Madatschen, St. Georgen, St. Zeno, Schönegg, Serfauserfeld, Stadelwies, Tschupbach, Untertösens, Feld, Masner en Fallmied.
Een bezienswaardigheid van Serfaus is de Dorfbahn Serfaus, een soort van ondergrondse kabelspoorbaan. Hiermee worden wintersportgasten vanaf een parkeerterrein aan het begin van het dorp, onder het dorp door naar het dalstation van de bergbaan vervoerd.

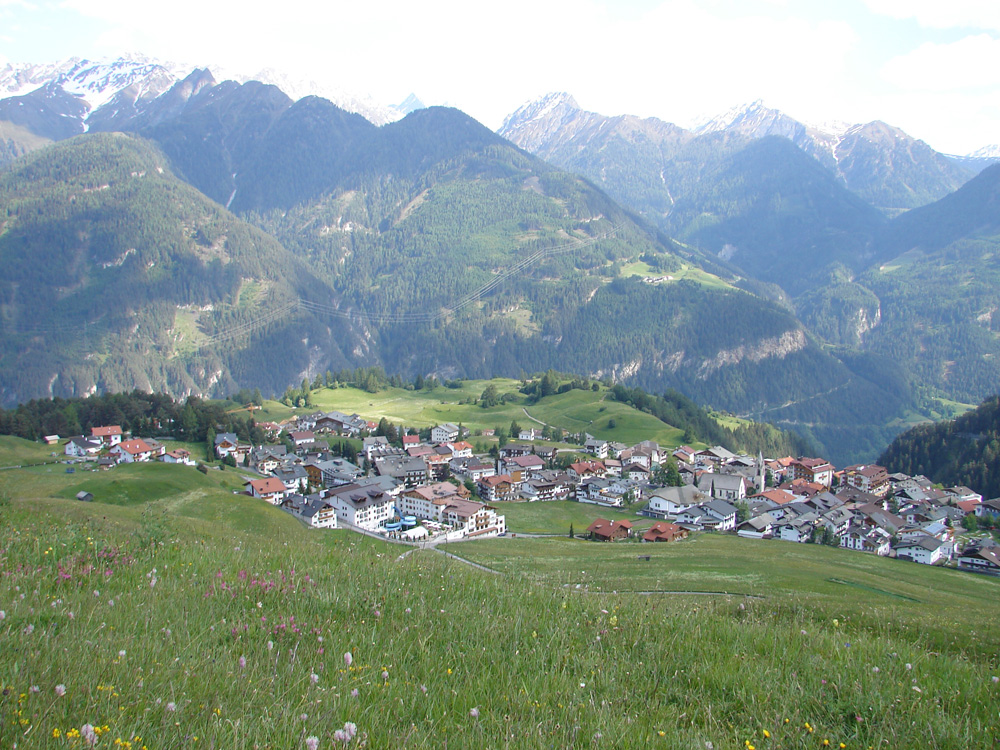
Serfaus in de zomer
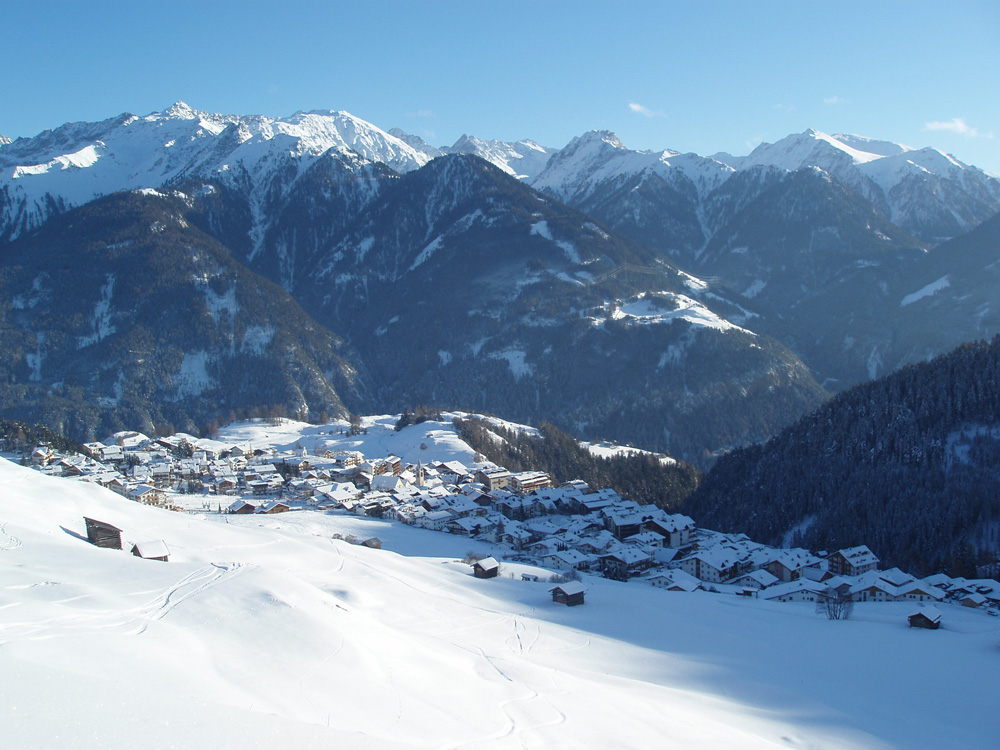
Serfaus in de winter

## Bevolking
Begin 2020 telde Serfaus 1.139 inwoners. De overgrote meerderheid is rooms-katholiek: meer dan 90% in 2019. Er zijn verder ook protestantse minderheden.

## Voetgangersgebied
Serfaus heeft heel haar gemeente tot voetgangersgebied verklaard, maar de gemeenteraad vond dat snelle verplaatsing in Serfaus wel mogelijk moest zijn, dus heeft het de Dorfbahn Serfaus aangelegd. Deze werd in juli 2019 vernieuwd, nadat de vorige al 33 jaar dienst had bewezen. Serfaus is enorm voetgangersvriendelijk omwille van hun rijverbod. Er rijden zelden auto's rond in het dorp.